# Pablo Thiago Rocca
Pablo Thiago Rocca (Montevideo, 10 de diciembre de 1965) es un poeta, escritor, investigador, curador y crítico de arte uruguayo. 

## Biografía
Licenciado en Ciencias de la Comunicación por la Universidad de la República, integrante de Asociación Uruguaya de Críticos de Arte (filial de AICA), fue profesor asistente en Ciencia, Tecnología y Sociedad de la Universidad de la República (CSIC). Ha dictado cursos en Facultad de Ciencias y Facultad de Ciencias Sociales. Ha escrito numerosas notas sobre arte para diario El Día, Posdata, Semanario Brecha, Dossier, Arte al Día y otros medios nacionales e internacionales, así como monografías, ensayos y textos críticos para publicaciones, catálogos y libros de arte. Fue investigador responsable del Proyecto Piranesi en la Biblioteca Nacional (1996-2001), ha sido jurado de premios y concursos de arte y curador de numerosas exposiciones. 
Por su labor literaria recibió el Premio Nacional de Literatura en la categoría Ensayo de arte en 2004, el Premio Municipal de Poesía de la IM en 2008 y el Premio Onetti en la categoría poesía en 2019.
Es director y curador del Museo Figari de Montevideo desde su creación en el año 2009.

## Obra

### Poesía
- El cuerpo y su sombra, Ediciones de la Luna (1997)
- Los suburbios de dios, Ediciones de la crítica (2000)
- Piedra Plana (CD en coautoría con el músico Fernando Pareja), Ediciones de la Luna (2002)
- Túneles para viajar por la carne, Editora Artefato (2004)
- Nada, Estuario Editora (2009)
- La bicicleta etrusca, Pozodeagua Ediciones (2014)
- Los cuadernos del Dios Verde, Premio Onetti Intendencia de Montevideo (2020)

### Antologías de poesía
- Jóvenes poetas uruguayos, INJU-MEC (1993)
- Antología de poesía, Depto. de Publicaciones ASCEPP-FEUU (1988)
- Antología de jóvenes Poetas Uruguayos, AG Ediciones, Montevideo (2002)
- El amplio jardín, Antología de poesía de Colombia y Uruguay, Embajada de Colombia-MEC (2005)
- Nada es igual después de la poesía, 50 poetas uruguayos del medio siglo 1955-2005, MEC-Archivo General de la Nación, Centro de Difusión del Libro (2005)
- La mirada escrita, Biblioteca Nacional (2006)
- Transversalia Antología de poetas latinoamericanos y alemanes, Berlín, Verlaghause J. Frank, Edition Poylyphon (2011)
- The Urban Notebook, Unesco, City of Literature, Heidelberg (2020)

### Curaduría y ensayos de arte
- El caso Figari: Innovar desde la tradición, Premio Nacional Ensayo de Arte, MEC (2004)[8]
- Ernesto Vila, muestra retrospectiva itinerante, MEC (2006)
- Leonilda González, Premio Figari 2006 (2007)
- Antología de Anhelo Hernández, Museo Nacional de Artes Visuales (2008)[9]
- Otro arte en Uruguay, Premio Investigación Fondos Concursables MEC, Ed. Linardi & Risso (2009)
- Octavio Podestá, Ed. Linardi & Risso (2010)
- Marcelo Legrand, Galería Sur (2012)
- Wifredo Díaz Valdéz, Galería Sur (2013)
- Arte Naïf en Uruguay, Fundación Unión, Montevideo (2015)
- Nostalgias africanas, Museo de Arte de São Paulo (2018)[10]
- Figari: Mito y creación, Museo Nacional de Bellas Artes (Argentina) (2019)[11]